# Museo del Calcio
El Museo del Calcio es un museo deportivo dedicado a la historia de la selección de fútbol de Italia, localizado en el Centro Tecnico Federale di Coverciano en el barrio de Coverciano en Florencia, Italia.
El museo, que pertenece a la Fondazione Museo del Calcio, es el centro de la documentación histórica del fútbol en Italia. En su muestra se encuentran numerosas piezas de la Federación Italiana de Fútbol recopiladas desde 1934, que incluye balones, medallas, zapatos, copas, camisetas, así como archivos digitales, fotografías y vídeos.

## Historia
La idea comenzó durante la Copa Mundial de Fútbol de 1990 por parte de Fino Fini, presidente de la Fondazione Museo del Calcio. Diez años después, el 22 de mayo del 2000, el museo fue inaugurado en presencia de autoridades federales y civiles.

## Exhibición
El itinerario del museo está dividido en seis salas:
La primera sala esta dedicada a los trofeos de la selección de Italia en las Copas Mundiales de 1934 y 1938, así como en los Juegos Olímpicos de Berlín 1936. Entre los objetos de la muestra, se encuentra la camiseta del debut internacional de Silvio Piola el 24 de marzo de 1935 contra Austria, además la camiseta negra usada por Amedeo Biavati el 12 de junio de 1938 por los cuartos de final del Mundial.
En la segunda sala se encuentra el balón de cristal usado en la ceremonia inaugural de la Copa Mundial de 1994 en los Estados Unidos. Además se encuentran algunas camisetas de jugadores internacionales, como Diego Maradona, Pelé y Alfredo Di Stéfano.
La tercera sala esta dedicada a la historia de la Federación Italiana de Fútbol, desde su fundación en 1898. Además incluye un homenaje a la Tragedia de Superga.
La cuarta sala está dedicada a los triunfos de Italia en la Eurocopa 1968 y la Copa Mundial de 1982. De la cita europea se encuentra exhibida las camisetas de Gianni Rivera y Giacinto Facchetti, y los zapatos de Ernesto Castano y Pietro Anastasi, además de otros objetos. De la copa mundial se exponen camisetas de los jugadores, además de la pipa del entrenador Enzo Bearzot y el entonces presidente de Italia Sandro Pertini. 
La quinta sala esta dedicada a las grandes actuaciones de la selección Azzurra, como son la Copa Mundial de 1970, la Copa Mundial de 1978, la Copa Mundial de 1990, la Copa Mundial de 1994 y la Eurocopa 2000.
La sexta sala es sobre la victoria de Italia en la Copa Mundial 2006, además incluye a los personajes del fútbol incluidos en el Salón de la Fama del fútbol italiano.